# Zé Mello
Zé Mello, właśc. José Inácio de Mello lub Zé de Mello (ur. 7 stycznia 1934 w Juazeiro do Norte) – piłkarz brazylijski, występujący podczas kariery na pozycji ofensywnego pomocnika.

## Kariera klubowa
Piłkarską karierę Zé Mello rozpoczął w Ferroviário AC w 1956 roku. W latach 1959–1960 występował w Santa Cruz FC, z którym zdobył mistrzostwo stanu Pernambuco – Campeonato Pernambucano w 1959 roku. W latach 1961–1962 był zawodnikiem Fluminense de Feira FC. W latach 1962–1963 występował w Ceará SC. Z Cearą dwukrotnie zdobył mistrzostwo stanu Ceará – Campeonato Cearense w 1962 i 1963 roku. W latach 1963–1966 występował w Portugalii w drugoligowym AD Sanjoanense, z którym awansował do Primeira Divisão w 1966 roku. Karierę zakończył w macierzystym Ferroviário w 1966 roku.

## Kariera reprezentacyjna
W reprezentacji Brazylii Zé Mello zadebiutował 5 grudnia 1959 w wygranym 3-2 meczu z reprezentacją Paragwaju podczas drugiego turnieju Copa América 1959 w Ekwadorze, na którym Brazylia zajęła trzecie miejsce. Obok tego meczu w turnieju wystąpił w pozostałych trzech meczach z: Urugwajem, Ekwadorem (bramka) i Argentyną. Ostatni raz w reprezentacji Zé Mello wystąpił 27 grudnia 1959 w wygranym 2-1 towarzyskim meczu z reprezentacją Ekwadoru, w którym zdobył bramkę.